# Kopnenodajački jezici
Land Dayak jezici,  jedna od glavnih skupina malajsko-polinezijskih jezika koja obuhvaća (16) jezika kojima govore neka plemena na Borneu u Indoneziji i na Sarawaku u Maleziji. 
Na području Sarawaka to su: biatah, bukar sadong, jagoi, lara' i tringgus. Ostali se govore na Borneu: ahe, bekati', benyadu', djongkang, kembayan, land dayak (s brojnim dijalektima od kojih su neki možda posebni jezici), nyadu, ribun, sanggau, sara, i semandang.

## Vanjske poveznice
- Ethnologue (14th)
- Ethnologue (15th)